# Gary Gilmore
Gary Mark Gilmore, född 4 december 1940 i Waco, Texas, död 17 januari 1977 i Draper, Utah (avrättad), var en amerikansk brottsling och mördare, den förste att avrättas i USA (av delstaten Utah) efter det att högsta domstolen i USA – i målet Gregg vs. Georgia – förklarade dödsstraffet författningsgiltigt, under vissa förutsättningar. Gilmore var dömd för ett mord begånget 1976. Det spekuleras i att hans motvilja att överklaga domen eller be om nåd medverkade till att dödsstraffet åter togs i bruk i USA efter ett tio år långt moratorium. Andra menar att dödsstraffet de facto återtogs i bruk först 1979, med Floridas avrättning av John Spenkelink, då Gilmore frivilligt underkastade sig domen och inte gjorde några försök att häva den eller få till stånd en ny rättegång.

## Biografi
Gilmore, som hade ett digert brottsregister, mördade i juli 1976 Max Jensen, som var biträde vid en bensinstation i Orem, Utah, och dagen därpå motellägaren Ben Bushnell i Provo, Utah. Gilmore dömdes till döden för mordet på Bushnell och vägrade att överklaga domslutet och be om nåd. Gilmore avrättades på morgonen den 17 januari 1977 genom arkebusering. Hans sista ord var ”Let's do it!”. Dessa ord inspirerade sedermera Dan Wieden när han skapade Nikes berömda slogan "Just do it!"
Gilmores kropp kremerades och hans aska ströddes från ett flygplan över Spanish Fork i Utah.

## Gary Gilmore inom populärkultur
- Gary Gilmore donerade sina ögon till medicinvetenskapen.[3] Det brittiska punkbandet The Adverts släppte 1978 singeln "Gary Gilmore's Eyes".
- Norman Mailer ägnar sin roman Bödelns sång (1979) åt Gilmores öde. Tommy Lee Jones gestaltar Gary Gilmore i filmen Bödelns sång från 1982.
- The Police skrev och framförde låten Bring on the Night tillägnad Gary Gilmore.